# Wilmia
Wilmia — рід грибів родини Phaeosphaeriaceae. Назва вперше опублікована 2001 року.

## Класифікація
До роду Wilmia відносять 1 вид:
- Wilmia brasiliensis